# Too Late (True love)
Ne doit pas être confondu avec Too Late.
Singles de Milli Vanilli
Keep On Running
(1990) Nice'N'Easy
(1991)
Too Late (True Love) est une chanson enregistrée par Milli Vanilli. Elle est sortie en 1991 et a atteint le classement de # 26 en Autriche, # 65 en Allemagne. La chanson a également été publié en France, mais n'est pas à entrer dans le Top 50.